# Груєць (Свентокшиське воєводство)
Груєць (пол. Grójec) — село в Польщі, у гміні Цьмелюв Островецького повіту Свентокшиського воєводства.
Населення — 535 осіб (2011).
У 1975-1998 роках село належало до Тарнобжезького воєводства.

## Демографія
Демографічна структура на день 31 березня 2011 року:
|          | Загалом | Допрацездатний вік | Працездатний вік | Постпрацездатний вік |
| -------- | ------- | ------------------ | ---------------- | -------------------- |
| Чоловіки | 262     | 48                 | 177              | 37                   |
| Жінки    | 273     | 50                 | 151              | 72                   |
| Разом    | 535     | 98                 | 328              | 109                  |